# Bürgerschaftswahl in Bremen 1991
- SPD: 41
- Grüne: 11
- FDP: 10
- CDU: 32
- DVU: 6

Die Bürgerschaftswahl in Bremen 1991 war die 13. Wahl zur Bürgerschaft in der Freien Hansestadt Bremen. Sie fand am 29. September 1991 statt.

## Ergebnis
Die Wahlbeteiligung lag bei 72,2 Prozent. Die allein regierende SPD unter Bürgermeister Klaus Wedemeier musste starke Verluste hinnehmen und verlor erstmals seit 1971 die absolute Mehrheit der Sitze. In der Folge wurde die erste Ampelkoalition aus SPD, FDP und Grünen in einem westdeutschen Bundesland gebildet – die im November 1990 gebildete Koalition in Brandenburg war eine Verbindung der SPD und der FDP mit dem ostdeutschen Bündnis 90, das die Fusion mit den Grünen noch nicht vollzogen hatte. Die Deutsche Volksunion, die bei der vorherigen Wahl 1987 nur die Fünfprozenthürde in Bremerhaven übersprungen hatte, konnte diese Hürde nun auch in Bremen überspringen und zog erstmals in Fraktionsstärke in ein Landesparlament ein.
| Partei | Stimmen | Prozent | Sitze (Veränderung) |
| ------ | ------- | ------- | ------------------- |
| SPD    | 143.576 | 38,8    | 41 (−13)            |
| CDU    | 113.512 | 30,7    | 32 (+7)             |
| GRÜNE  | 42.096  | 11,4    | 11 (+1)             |
| FDP    | 35.087  | 9,5     | 10 (+0)             |
| DVU    | 22.878  | 6,2     | 6 (+5)              |
| GRAUE  | 6.157   | 1,7     | -                   |
| REP    | 5.694   | 1,5     | -                   |
| PBC    | 959     | 0,3     | -                   |
| NF     | 106     | 0,0     | -                   |
| EFP    | 83      | 0,0     | -                   |